# Dana Barron
Pour les articles homonymes, voir Barron.
Dana Barron, née le 22 avril 1966 à New York, est une actrice américaine.

## Biographie
Fille de Robert Weeks Barron, pasteur, et de Joyce McCord, actrice de théâtre, elle s'oriente vers une carrière d'actrice, tout comme sa sœur, Allison Barron. Dès l'âge de dix ans, elle tourne dans des publicités, et tourne son premier film, Noces sanglantes, en 1980 (qui marque également les débuts à l'écran de Tom Hanks).
Elle alterne sa carrière entre cinéma et télévision. Elle a notamment joué le rôle de Louise de la Vallière dans L'Homme au masque de fer.
Elle est apparue dans plusieurs séries télévisées, parmi lesquelles Guillaume Tell, Babylon 5, et Les Sept Mercenaires, Beverly Hills 90210.

## Filmographie

### Cinéma
- 1980 : Noces sanglantes : Diana
- 1983 : Bonjour les vacances... : Audrey Griswold
- 1985 : Tutti Frutti : Janine
- 1986 : The Adventures of William Tell : Eleanor
- 1987 : Le justicier braque les dealers : Erica Sheldon
- 1988 : Heartbreak Hotel : Beth Devereux
- 1994 : In the Living Years : Kathy
- 1994 : Magic Kid II : Maggie
- 1997 : City of Crime : Gena
- 1998 : L'Homme au masque de fer : Louise de la Vallière
- 2000 : Stageghost : Renee Bloomer
- 2000 : Daumped : Laura
- 2001 : Night Class : Heather
- 2004 : Roomies : Junkie
- 2006 : Pucked : Tiny
- 2007 : Saving Angelo : Mom
- 2010 : Happythankyoumoreplease : La gynécologue
- 2010 : The Invited : Kristy
- 2012 : Mayfly : Deb

### Télévision

#### Séries télévisées
- 1984 : On ne vit qu'une fois (1 épisode) : Michelle
- 1985 : Equalizer (1 épisode) : Melinda
- 1987 - 1990 : Guillaume Tell (52 épisodes) : Eleanor
- 1988 : CBS Schoolbreak Special (1 épisode) : Megan Wells
- 1989 : In the Heat of the Night (1 épisode) : Corrie Kroller
- 1992 : Beverly Hills 90210 (9 épisodes) : Nikki Witt
- 1994 : Dream On (1 épisode) : Reo Saunders
- 1994 : Rebel Highway (1 épisode) : Sue
- 1995 : The Watcher (1 épisode) : Mary
- 1995 : Arabesque (1 épisode) : Sarah Tyler
- 1998 : Babylon 5 (1 épisode) : Lauren Ashley
- 1998 - 2000 : Les Sept Mercenaires (5 épisodes) : Casey Wells
- 2009 : Les Experts (1 épisode) : Le deuxième témoin
- 2012 : Leverage (1 épisode) : Betty
- 2019 : Les Goldberg (1 épisode) : L'agent de sécurité

#### Téléfilms
- 1983 : The Brass Ring : Darlene
- 1992 : Jonathan : The Boy Nobody Wanted : Laurie Moore
- 1993 : The Webbers : la deuxième fille dans la rue
- 1994 : Vilaines Filles et Mauvais Garçons (Jailbreakers) de William Friedkin : Sue
- 2000 : Une baby-sitter trop parfaite : Fawn Lewis
- 2000 : Python : Kristin
- 2005 : McBride : Murder Past Midnight : Marta Arnack
- 2007 : Pandemic : Virus fatal : Lindsey Mastrapa
- 2012 : La Liste du Père Noël : Brenda Weir
- 2013 : La Fiancée des neiges : Doria